# Mew (banda)
Mew es una banda danesa de rock alternativo compuesta actualmente por Jonas Bjerre (vocales), Johan Wohlert (bajo) y Silas Graae (percusiones).
Su música puede ser clasificada como indie con influencias de rock progresivo, pero el ex-guitarrista Bo Madsen ha mencionado que se clasificarían a sí mismos como "indie stadium". Su música ha tenido un impacto profundo en la escena indie danesa.

## Historia

### Formación y primeros álbumes (1992–2002)
Varios de los actuales miembros comenzaron a experimentar con escribir música entre 1992 y 1993 en Hellerup, un suburbio de Copenhague. Después del regreso de Bo Madsen a Dinamarca tras estudiar en el extranjero, Mew se formó alrededor de 1994 tras la inclusión de Silas Graae en la banda. Su primer show en vivo fue en 1995.El nombre "Mew" no tiene un significado particular, siendo elegido simplemente por la morfología de sus letras y el sonido de su pronunciación.
Su álbum debut, A Triumph for Man, fue lanzado en abril de 1997 bajo la disquera Exlibris Musik con un tiraje limitado a 2,000 copias.[cita requerida] Este álbum incluye varias canciones originalmente lanzadas en su primer demo.Su segundo álbum, Half the World is Watching Me, fue lanzado en el año 2000. Este tuvo un lanzamiento de 5,000 copias bajo su propia disquera, Evil Office. Ambos álbumes han sido relanzados desde entonces.

### Frengers(2003)
En 2001, tras firmar contrato con Epic, una subsidiaria de Sony Music, los miembros de la banda se mudaron a Reino Unidopara comenzar a trabajar en su tercer álbum, el cual fue eventualmente grabado en diferentes estudios de Dinamarca, Reino Unido, y Estados Unidos bajo la producción de Rich Costey.Frengers fue lanzado en 2003, volviéndose su primer lanzamiento internacional. Fue recibido muy favorablemente por la crítica.

### And the Glass Handed Kitesy partida de Wohlert (2005–2009)

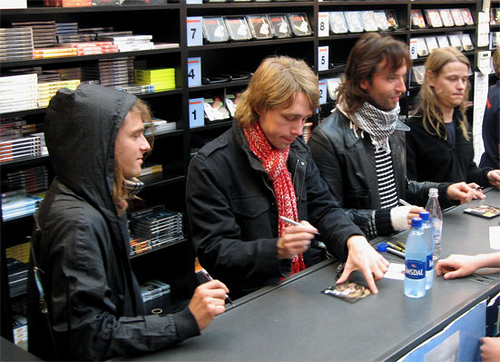
Mew firmando autógrafos en 2006

Su cuarto álbum, And the Glass Handed Kites, fue lanzado en septiembre de 2005. Subsequentemente, el álbum fue lanzado en Estados Unidos el 25 de julio de 2006, marcando la primera vez que la banda tuvo un lanzamiento en ese país. El álbum fue aclamado por la crítica, con la propia banda refiriéndose a su estilo musical como "dreamy thunderstorm pop".
Johan Wohlert dejó la banda tras tocar con ellos en vivo por última vez el 6 de abril de 2006. La razón para su partida fue su deseo de enfocarse en ser padre, y continuó conservando su relación de amistad con los miembros restantes durante este periodo. Bastian Juel tomó el lugar como bajista en vivo tras su partida.
La banda concluyó su tour para And the Glass Handed Kites en el verano del 2007. En mayo de 2008, ahora como trío, enlistaron de nuevo a Rich Costey como productor y comenzaron a grabar sus dos siguientes lanzamientos. También, durante este año, Bjerre fundó Apparatjik, un supergrupo integrado por él, Magne Furuholmen (A-ha), el productor Martin Terefe, y Guy Berryman (Coldplay).

### No More Stories...(2009–2012)
En una entrevista con Spin en febrero de 2009, Bjerre declaró que el nuevo álbum tendría un tono más optimista que sus predecesores, calificándolo como "un poco más raro de cierta forma, pero con elementos claros". En junio de 2009, previo a un nuevo álbum, lanzaron el EP No More Stories. Este lanzamiento contiene dos canciones que estarían presentes en el quinto álbum de la banda, así como 3 b-sides.
No More Stories Are Told Today, I'm Sorry They Washed Away // No More Stories, The World Is Grey, I'm Tired, Let's Wash Away, frecuentemente abreviado a No More Stories..., fue lanzado en agosto de 2009.  
Durante 2011, tras completar su contrato con Sony, la banda entró en un breve hiatus.

### + -(2012–2017)
Durante el verano de 2012 Mew tocó en vivo por primera vez dos nuevas canciones, preeliminarmente tituladas "Boy" y "Klassen", durante varios conciertos en Escandinavia.
El 23 de enero de 2013, Mew anunció por medio de sus redes sociales que ya no estaban firmados con Sony, y que su nueva música sería lanzada de forma independiente. El 9 de abril del mismo año anunciaron el comienzo de la preproducción de lo que sería su sexto álbum con el productor Michael Beinhorn, quien produjo And The Glass Handed Kites. El 25 de septiembre, la banda lanzó con B&O Play una app para iOS llamada Sensory Spaces. Dentro de la app apareció la nueva canción "Making Friends", la cual sería incluida en el nuevo álbum.
Johan Wohlert regresó como miembro de manera oficial en junio de 2014, tocando en vivo con ellos por primera vez desde 2006. Ese mismo día fue dado a conocer que Wohlert estuvo involucrado en la composición y grabación del siguiente álbum.
El nuevo álbum, + -, fue lanzado el 27 de abril de 2015 a través de la disquera Play It Again Sam. En julio de ese mismo año, tras varias semanas de especulación, fue anunciado que Bo Madsen decidió dejar la banda.

### Visuals(2017–2024)
El 24 de enero de 2017 Mew anunció su primer álbum desde la partida de Madsen, titulado Visuals, siendo lanzado el 28 de abril de 2017. El primer single, "85 Videos", fue lanzado con un video musical dirigido por Jonas Bjerre el 16 de febrero.

### Separación (2024-2025)
La banda anunció su separación el 10 de septiembre de 2024, a la par de dos shows de despedida en mayo de 2025.

## Miembros

### Actuales
- Jonas Bjerre – vocales (1995–presente), guitarra (2015–presente)
- Silas Utke Graae Jørgensen – batería, percusión (1995–presente)
- Johan Wohlert – bajo, coros (1995–2006, 2013–presente), guitarra (2015–presente)

### En vivo
- Nick Watts - teclado, coros, guitarra (2001–presente)
- Mads Wegner - guitarra, coros (2015–presente)

### Exmiembros
- Bo Madsen – guitarra, coros (1995–2015)

## Discografía

### Álbumes de estudio
| Año  | Álbum | Posición más alta en listas | Posición más alta en listas | Posición más alta en listas | Posición más alta en listas | Posición más alta en listas | Posición más alta en listas | Certificaciones (ventas) |
| Año  | Álbum | DIN                         | FIN                         | NOR                         | SUE                         | R.U.                        | EUA                         | Certificaciones (ventas) |
| ---- | --- | --------------------------- | --------------------------- | --------------------------- | --------------------------- | --------------------------- | --------------------------- | ------------------------ |
| 1997 | A Triumph for Man - Lanzamiento: 1997, 2006 (relanzado) - Discográfica: Exlibris Musik                      | 8                           | —                           | —                           | —                           | —                           | —                           |                          |
| 2000 | Half the World Is Watching Me - Lanzamiento: 2000, 2007 (relanzado) - Discográfica: Evil Office, Playground | 34                          | —                           | —                           | —                           | —                           | —                           |                          |
| 2003 | Frengers - Lanzamiento: abril de 2003, 2007 (relanzado) - Discográfica: Sony BMG, Epic                      | 2                           | 36                          | 6                           | —                           | 102                         | —                           | - DIN: Platino           |
| 2005 | And The Glass Handed Kites - Lanzamiento: 19 de septiembre de 2005 - Discográfica: Sony BMG                 | 2                           | 4                           | 4                           | 36                          | 129                         | —                           | - DIN: Platino           |
| 2009 | No More Stories...[A] - Lanzamiento: 19 de agosto de 2009 - Discográfica: Sony BMG                          | 1                           | 2                           | 2                           | 41                          | 110                         | 130                         | - DIN: Oro               |
| 2015 | + - - Lanzamiento: 24 de abril de 2015 - Discográfica: Evil Office, A:larm, Universal                       | 1                           | 9                           | —                           | —                           | 59                          | —                           |                          |
| 2017 | Visuals - Lanzamiento: 18 de abril de 2017 - Discográfica: PEA Recordings                                   | 18                          | -                           | —                           | —                           | -                           | —                           |                          |

### EPs
- The Zookeeper's Boy EP (2006)
- Live Session EP (2007), exclusiva de iTunes
- No More Stories (2009)

### Sencillos
| Año  | Sencillo                          | Mejor posición en lista | Mejor posición en lista | Mejor posición en lista | Mejor posición en lista | Mejor posición en lista | Álbum                         |
| Año  | Sencillo                          | DIN                     | FIN                     | NOR                     | SUE                     | R.U.                    | Álbum                         |
| ---- | --------------------------------- | ----------------------- | ----------------------- | ----------------------- | ----------------------- | ----------------------- | ----------------------------- |
| 1997 | "She Came Home for Christmas" [a] | —                       | —                       | —                       | —                       | 55                      | A Triumph for Man             |
| 2000 | "King Christian"                  | —                       | —                       | —                       | —                       | —                       | Half the World Is Watching Me |
| 2000 | "Her Voice Is Beyond Her Years"   | —                       | —                       | —                       | —                       | —                       | Half the World Is Watching Me |
| 2000 | "Mica"                            | —                       | —                       | —                       | —                       | —                       | Half the World Is Watching Me |
| 2000 | "Am I Wry? No" [b]                | —                       | —                       | 16                      | —                       | 47                      | Half the World Is Watching Me |
| 2003 | "Comforting Sounds"               | —                       | —                       | —                       | —                       | 48                      | Frengers                      |
| 2003 | "156"                             | —                       | —                       | —                       | 11                      | —                       | Frengers                      |
| 2005 | "Apocalypso"                      | —                       | —                       | —                       | —                       | 75                      | And the Glass Handed Kites    |
| 2005 | "Special"                         | —                       | —                       | —                       | —                       | 46                      | And the Glass Handed Kites    |
| 2006 | "Why Are You Looking Grave?"      | 20                      | —                       | —                       | —                       | 53                      | And the Glass Handed Kites    |
| 2006 | "The Zookeeper's Boy"             | —                       | —                       | 13                      | —                       | 80                      | And the Glass Handed Kites    |
| 2009 | "Introducing Palace Players" [c]  | —                       | —                       | —                       | —                       | —                       | No More Stories...            |
| 2009 | "Repeaterbeater"                  | —                       | —                       | —                       | —                       | —                       | No More Stories...            |
| 2010 | "Beach" [c]                       | —                       | —                       | —                       | —                       | —                       | No More Stories...            |
| 2010 | "Sometimes Life Isn't Easy"       | —                       | —                       | —                       | —                       | —                       | No More Stories...            |
| 2013 | "Making Friends"                  | —                       | —                       | —                       | —                       | —                       | Sencillo sin álbum            |
| 2015 | "Satellites"                      | —                       | —                       | —                       | —                       | —                       | + -                           |
| 2015 | "Water Slides"                    | —                       | —                       | —                       | —                       | —                       | + -                           |
| 2015 | "Witness"                         | —                       | —                       | —                       | —                       | —                       | + -                           |
| 2017 | "Carry Me To Safety"              | —                       | —                       | —                       | —                       | —                       | Visuals                       |
| 2017 | "85 Videos"                       | —                       | —                       | —                       | —                       | —                       | Visuals                       |
| 2017 | "In a Better Place"               | —                       | —                       | —                       | —                       | —                       | Visuals                       |
| 2017 | "Twist Quest"                     | —                       | —                       | —                       | —                       | —                       | Visuals                       |

- a^ Relanzado en 2000, 2002 y 2003. Su posición máxima fue el puesto 76 en la UK Singles Chart en 2002.
- b^ Relanzado en 2003. Su posición máxima fue el puesto 137 en la UK Singles Chart en su primer lanzamiento.
- c^ Relanzado solamente como descarga digital.

### Recopilaciones
- Eggs Are Funny (2010)

### Otros sencillos
| Año  | Sencillo                                | Álbum             |
| ---- | --------------------------------------- | ----------------- |
| 2000 | "I Should Have Been a Tsin-Tsi for You" | A Triumph for Man |

### DVD
- Live in Copenhagen (2006)

### Vídeos Musicales
- "I Should Have Been A Tsin-Tsi For You" (1996)
- "Mica" (2001)
- "Am I Wry? No" (2003)
- "156" (2003)
- "She Came Home for Christmas" (2003)
- "That Time On The Ledge" (Vídeo no oficial) (2003)
- "Comforting Sounds" (2003)
- "Apocalypso" (vídeo promocional sólo en Internet) (2005)
- "Special" (2005)
- "The Zookeeper's Boy" (2006)
- "King Christian" (Nueva Versión) (2006)
- "Why Are You Looking Grave?" (2006)
- "Introducing Palace Players" (2009)
- "Repeaterbeater" (2009)
- "Beach" (2010)
- "Making Friends" (2013)
- "Water Slides" (2015)
- "Satellites" (2015)
- "Witness" (2015)
- "85 Videos" (2017)
- "In a Better Place" (2017)
- "Twist Quest" (2017)